# Fairview Lanes
Fairview Lanes és una concentració de població designada pel cens dels Estats Units a l'estat d'Ohio. Segons el cens del 2000 tenia 1.015 habitants.

## Demografia
Segons el cens del 2000, Fairview Lanes tenia 1.015 habitants, 394 habitatges, i 306 famílies. La densitat de població era de 1.059,2 habitants/km².
Dels 394 habitatges en un 34,3% hi vivien nens de menys de 18 anys, en un 69% hi vivien parelles casades, en un 7,4% dones solteres, i en un 22,1% no eren unitats familiars. En el 19,8% dels habitatges hi vivien persones soles el 8,9% de les quals corresponia a persones de 65 anys o més que vivien soles. El nombre mitjà de persones vivint en cada habitatge era de 2,58 i el nombre mitjà de persones que vivien en cada família era de 2,96.
Per edats la població es repartia de la següent manera: un 26,2% tenia menys de 18 anys, un 5,3% entre 18 i 24, un 25,4% entre 25 i 44, un 25,1% de 45 a 60 i un 17,9% 65 anys o més.
L'edat mediana era de 41 anys. Per cada 100 dones de 18 o més anys hi havia 90,1 homes.
La renda mediana per habitatge era de 52.891 $ i la renda mediana per família de 57.250 $. Els homes tenien una renda mediana de 39.375 $ mentre que les dones 26.541 $. La renda per capita de la població era de 23.864 $. Cap de les famílies estaven per davall del llindar de pobresa.

## Poblacions més properes
El següent diagrama mostra les poblacions més properes.